# زوال خاندان آشر (فیلم ۱۹۵۰)
زوال خاندان آشر (انگلیسی: The Fall of the House of Usher) فیلمی در ژانر ترسناک است که در سال ۱۹۵۰ منتشر شد.